# Дасье, Жан
Жан Дасье (фр. Jean Dassier, 16 октября 1676, Женева — 12 ноября 1763, Женева) — швейцарский медальер.

## Биография
Учился у своего отца, женевского гравёра Дамена Дасье, а затем — в Париже. С 1711 года работал на Женевском монетном дворе, сменив в 1720 году своего отца на должности главного гравёра.
В 1738 году избран в Совет двухсот.
Создал ряд медалей, посвящённых правителям Англии — от Вильгельма I Завоевателя до Георга II, а также медали в честь деятелей Реформации, женевских богословов, истории Женевы и др. памятные и портретные медали. Совместно с сыном Жаком-Антуаном создал серию медалей, посвящённых римской истории.
Свои работы подписывал «I.D.», «I.D.F.», «DASSIER» или «I.DASSIER.F».